# Manolis Korres
Manolis Korres (griechisch Μανόλης Κορρές Manólis Korrés, eigentlich Εμμανουήλ Κορρές Emmanuel Korres; geboren 1948 in Athen) ist ein griechischer Bauingenieur und ehemaliger Professor für Architekturgeschichte an der Nationalen Technischen Universität Athen. Er ist ein Spezialist für die Restaurierung antiker Gebäude.

## Leben und Wirken
Manolis Korres, geboren im Athener Stadtteil Kypseli, studierte Architektur an der Nationalen Technischen Universität Athen, an der er 1972 bei Charalambos Bouras abschloss. Von 1975 bis 1977 absolvierte er ein Aufbaustudium an der Technischen Universität München bei Gottfried Gruben. Im Anschluss arbeitete er als Ingenieur für den Acropolis Restoration Service. Im Jahr 1981 wurde er Leiter der Abteilung „Restaurierung“ an der Direktion für Restaurierung antiker Denkmäler des griechischen Kulturministeriums, zwei Jahre später übernahm er die Leitung des Parthenon-Projekts der nationalen Ephorie für Prähistorische und Klassische Altertümer, das sich im Rahmen des Acropolis Restoration Project der Sicherung, Konservierung und Wiederherstellung des Parthenon widmete. Hier wirkte er bis 1999. In diesem Jahr wurde Manolis Korres, der 1991 die Ehrendoktorwürde der Freien Universität Berlin erhalten und 1992 einen Doktortitel der Nationalen Technischen Universität Athen erworben hatte, Associate Professor an der Nationalen Technischen Universität Athen, 2006 folgte ebenda die Ernennung zum ordentlichen Professor. In dieser Position lehrte er bis 2015.
Manolis Korres unterrichtete antike Architektur, historische Topographie und Restaurierung zudem an der Nationalen und Kapodistrias-Universität Athen, Gastprofessuren führten ihn an die University of Pennsylvania, die University of California, Berkeley, sowie an Universitäten und Institutionen in ganz Europa, Amerika und Asien. Er ist Mitglied des Deutschen Archäologischen Institutes und der Koldewey-Gesellschaft. Er ist Vorsitzender des Committee for the Conservation of the Acropolis Monuments (ESMA) und Präsident des Central Archaeological Council and Museums Council Griechenlands, des obersten Beratungsgremiums für sämtliche Belange bezüglich des Schutzes der Altertümer und des kulturellen Erbes Griechenlands im Allgemeinen.

## Forschungen
Neben seinen Arbeiten am und für den Parthenon gehören zu seinen Forschungsschwerpunkten die Untersuchungen zum Erechtheion, zu Tempel und Theater des Dionysos am Abhang der Athener Akropolis. Weitere Forschungen galten den Kykladeninseln Amorgos (1974–1977) und Naxos (1976–2000), dem thessalischen Metropolis (2002–2005), der Stadt Amyklai (seit 2006) und der thrakischen Stadt Pythion (1974–2008). An Einzelbauten untersuchte er außerdem die Stoa des Eumenes am Fuß der Athener Akropolis, das Philopapposmonument, das Olympieion in Athen, den Athenatempel von Pallene und das Mausoleum des Theoderich in Ravenna.

## Auszeichnungen
Für seine Verdienste erhielt Manolis Korres zahlreiche Auszeichnungen. 1989 gewann er die Bronzemedaille der Akademie von Athen, 1995 die Silbermedaille der französischen Académie d’architecture. Im Jahr 1998 wurde er Kommandeur des Phönix-Ordens. Mit der Verleihung des Humboldt-Forschungspreises wurde seine Leistung 2003 gewürdigt. 2013 gewann er mit dem Antonio-Feltrinelli-Preis den höchsten italienischen Wissenschafts- und Kulturpreis. Die Akademie von Athen ernannte ihn 2017 zu ihrem Vollmitglied.

## Veröffentlichungen (Auswahl)
- Vom Penteli zum Parthenon. Werdegang eines Kapitells zwischen Steinbruch und Tempel. Staatliche Antikensammlungen und Glyptothek, München 1992.
- Stones of the Parthenon. J. Paul Getty Museum, Los Angeles 2000.
- The Odeion Roof of Herodes Atticus and Other Giant Spans. Melissa, Athen 2015.